# Blaundos

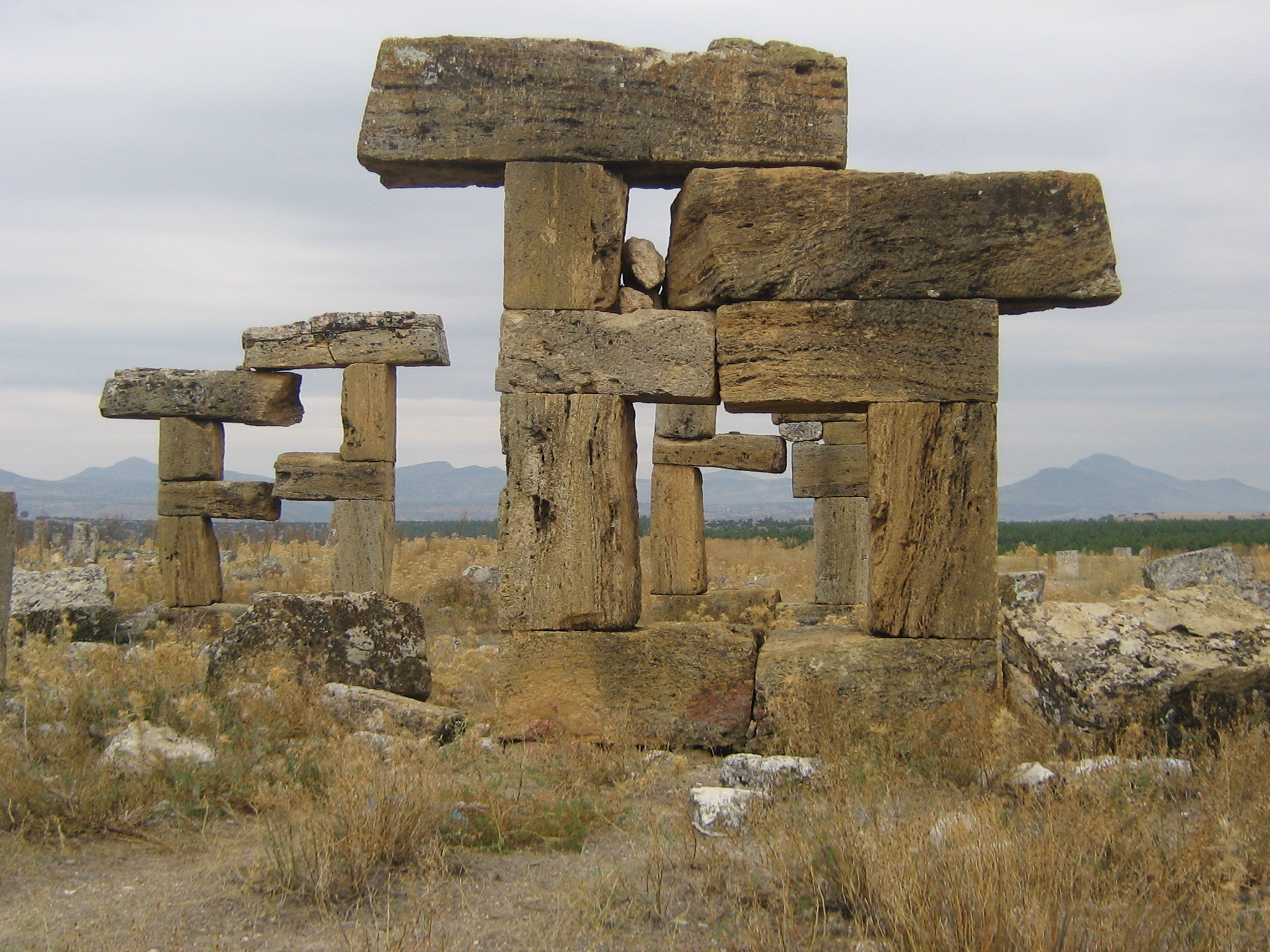
Vestiges d'un bâtiment au sud du site

Blaundos était une cité antique, fondée par les successeurs d'Alexandre le Grand, à une trentaine de kilomètres au sud de la ville d'Usak (Turquie de l'ouest), près du village de Sülümenli. Située sur un éperon rocheux qui domine le canyon du fleuve Méandre (Büyük Menderes), la ville connut des développements importants durant les époques hellénistique, romaine et byzantine. Il est possible que la ville ait été peuplée de vétérans de l'armée romaine. La dernière mention date du XIIe siècle. Sa défense tire avantage de l'à-pic qui protège la ville sur la quasi-totalité de son périmètre. L'unique accès au nord est protégé par une porte ayant connu des remaniements entre l'époque hellénistique (passage aujourd'hui bouché) et l'époque romaine (accès actuel)
Le site, déjà décrit par le voyageur français Charles Texier en 1834, n'a jamais fait l'objet de fouilles. Parmi les monuments aujourd'hui visibles se trouvent l'entrée Nord, le podium d'un temple dédié à Cérès dont tous les éléments gisent autour de la fondation, un fragment de la colonnade qui entourait ce temple et des vestiges d'un grand bâtiment à l'extrémité sud du site.
Entre 2000 et 2002, le site a fait l'objet d'une prospection de la part de l'Institut archéologique allemand (DAI).